# Consolida
Genre
Classification phylogénétique
Le genre Consolida, les pieds-d'alouettes ou dauphinelles, est un ancien taxon regroupant environ 40 espèces de plantes à fleurs annuelles de la famille des Renonculacées, originaire de l'Europe, des régions méditerranéennes jusqu'à l'Asie Centrale. Elles ont été réintégrées en 2011 dans le genre Delphinium.
Les termes vernaculaires de pied-d'alouette et de dauphinelle s'appliquent aussi bien aux plantes du genre Consolida que Delphinium.
Linné avait au XVIIIe siècle traité les plantes de ce genre parmi les Delphinium. Gray au XIXe siècle, décida d'introduire le genre Consolida pour les plantes n'ayant qu'un carpelle,. En 2011, grâce à une étude phylogénétique, Florian Jabbour et Susanne S. Renner montrent que le genre Consolida doit être regroupé au genre Delphinium.
|               | CONSOLIDA                    | DELPHINIUM                      |
| ------------- | ---------------------------- | ------------------------------- |
| Plante        | annuelle                     | (en gén.) vivace                |
| Inflorescence | racème lâche, branchu        | racème dense                    |
| Fleur         | 1 carpelle, 2 pétales soudés | 3-5 carpelles, 4 pétales libres |
| Fruit         | 1 follicule                  | plusieurs follicules            |

## Liste des espèces
- Consolida aconiti
- Consolida ajacis redevenue Delphinium ajacis - Dauphinelle cultivée
- Consolida anthoroidea
- Consolida armeniaca
- Consolida axilliflora
- Consolida cornuta
- Consolida cruciata
- Consolida glandulosa
- Consolida hellespontica
- Consolida hohenackeri
- Consolida lineolata
- Consolida oliveriana
- Consolida olopetala
- Consolida orientalis
- Consolida persica
- Consolida phrygia
- Consolida raveyi
- Consolida regalis redevenue Delphinium consolida - Dauphinelle consoude, Dauphinelle des champs, Dauphinelle royale, Pied-d'alouette royal
- Consolida saccata
- Consolida scleroclada
- Consolida staminosa
- Consolida stapfiana
- Consolida stenocarpa
- Consolida sulphurea
- Consolida thirkeana
- Consolida tomentosa